# Lago Poyang
(zh) 鄱阳湖 - Póyáng Hú
Vista de satélite
* Os valores do perímetro, área e volume podem ser imprecisos devido às estimativas envolvidas, podendo não estar normalizadas.
O lago Poyang (chinês: 鄱阳湖, pinyin: Póyáng Hú; em gan: Po-yong O) na província de Jiangxi é um grande lago de água doce de China localizado na província de Jiangxi, por superfície o terceiro lago do país (depois do Qinghai e o Dongting).
Em junho de 1983, o governo da província de Jiangxi estabeleceu uma reserva de aves migratórias na parte ocidental do lago onde a maioria de aves migratórias passam o inverno. Esta Reserva, com Wucheng no condado de como o seu centro, compreende nove lagos e pântanos temporais, que incluem Dahuci, Banghu, Zhonghuci e Shahu, com uma área total de 22 400 ha. A grande zona de penhascos que se estende mais de um par de quilómetros tem sido aclamada como a «segunda grande muralha chinesa».
a 12 de fevereiro de 1996 a «reserva natural Poyang» foi inscrita na Lista Indicativa da China do Património da Humanidade, na categoria de bem natural (nº. ref 117).

## Geografia
O lago compreende 3 585 km2 de superfície (4 400 km2 durante a estação húmida e ao redor de 1 000 km2 durante a estação seca) e suas águas totalizam um volume de 25 km3. Tem 170 km de longitude e uma largura média de uns 17 km. A sua profundidade média é de 8 m, e a máxima, de 25 m. O lago provê de habitat a meio milhão de aves migratorias, e é um lugar privilegiado para o avistamento de aves. Os rios Gan e Xiu são os principais tributários do lago, o qual a sua vez se liga com o Yangtzé através de um canal.
A pesca está proibida em suas águas desde 2002. Em 1363, no lago teve lugar a batalha do lago Poyang, sendo, segundo algumas fontes, a maior batalha naval da história (com 850 000 participantes).

## Evolução recente
A fins de 2013, ao baixar o nível do lago trouxe à tona uma ponte histórica construído na época dos imperadores Ming e que tinha ficado no esquecimento. Os restos da ponte de 2 930 m de comprimento encontra-se sobre uma das orlas do lago Poyang, que com os anos se viu uma diminuição do seu volume de água, o que resulta num desastre ecológico. Construído de granito, segundo os experientes, a ponte construiu-se faz mais de 400 anos na dinastia Ming (1368-1644). O nível das suas águas reduziu-se nos últimos anos devido à escassez de chuvas e o impacto ambiental devido à faraónica Barragem das Três Gargantas.